# Kostel Nanebevzetí Panny Marie (Stará Ves)
Kostel Nanebevzetí Panny Marie je jednolodní novogotický chrám ve Staré Vsi v okrese Přerov. Byl vybudován na místě staršího nevyhovujícího kostela doloženého v roce 1625. Vystavěn byl v letech 1880 až 1882 dle projektu architekta Gustava Meretty. Kostel Nanebevzetí Panny Marie vysvětil arcibiskup Bedřich z Fürstenberka dne 15. října 1882.
Dominantou chrámu je 60 metrů vysoká hranolová věž s hodinami a stanovou střechou. Na vnitřní výzdobě se podíleli malíři Johannes Gärtner a Ruda Kubíček. V roce 2000 byl kostel prohlášen kulturní památkou.

## Stavebně-historický vývoj

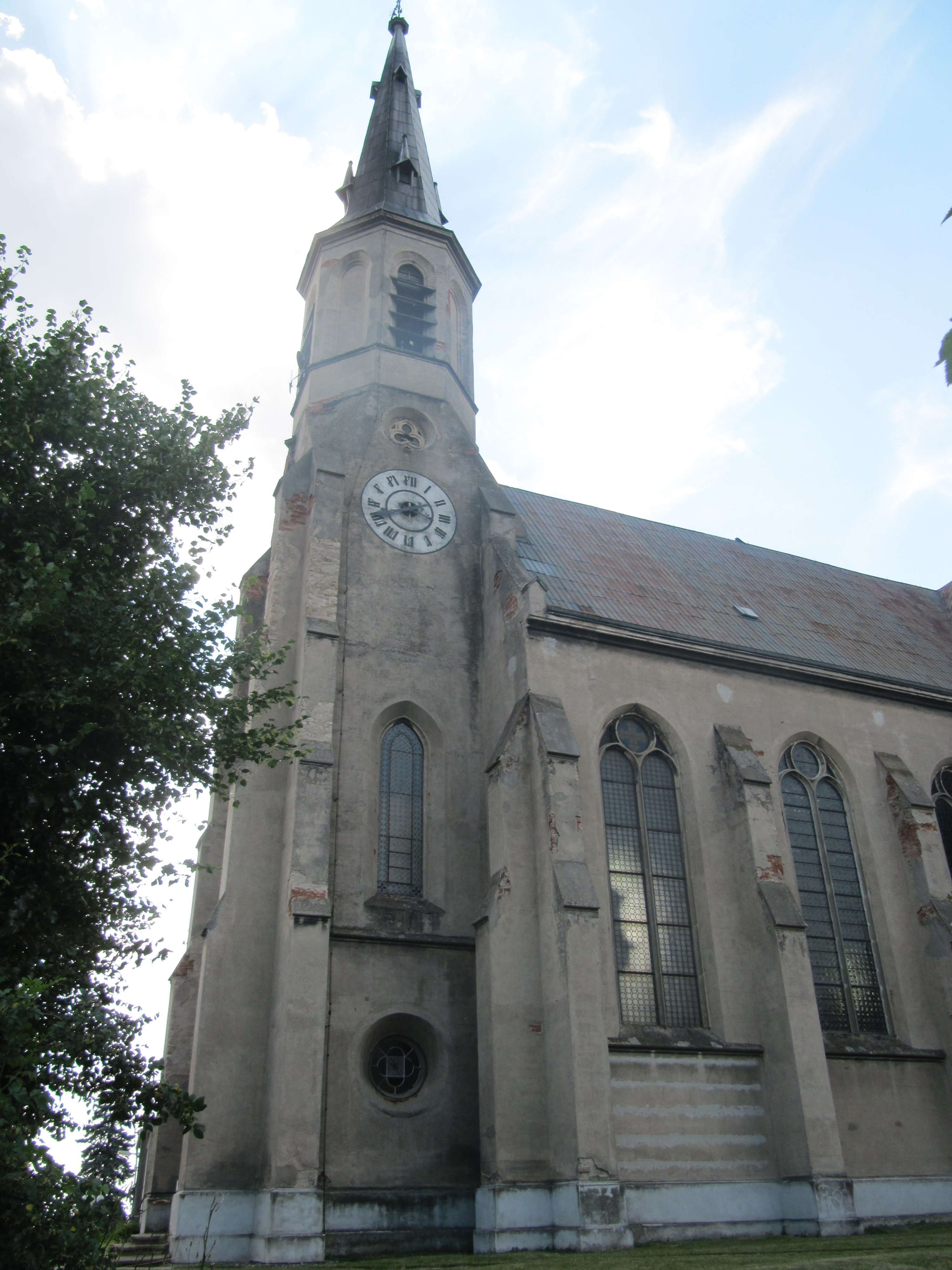
Pohled na kostel

První přímý důkaz potvrzující existenci kostela ve Staré Vsi představuje záznam generální vizitace z roku 1625. V průběhu následujících století kostel několikrát vyhořel a byl opětovně opravován. Nespokojenost farníků s jeho špatným stavem a snaha o radikálnější přestavbu či výstavbu nového chrámu sílila od 30. let 19. století. Po děkanské vizitaci v roce 1872 vyslal olomoucký arcibiskup Bedřich z Fürstenberka do Staré Vsi komisi, která ověřila, že stav rozpraskané klenby v sakristii přistavené v roce 1768 je znepokojující. Starý kostelík, kam se dle měření vešlo nanejvýš 200 věřících, neodpovídal potřebám farnosti čítající tehdy okolo 1300 farníků ze Staré Vsi a blízkých Přestavlk. Padlo proto rozhodnutí, že je třeba vystavět nový výrazně větší kostel.
Arcibiskup pověřil přípravou plánů nového kostela architekta Gustava Merettu. Ten v roce 1873 představil farníkům projekt na stavbu velkolepé trojlodní neorománské baziliky s dvěma věžemi v průčelí, kam by se vešlo až 1030 osob. Farníci ze Staré Vsi a Přestavlk však na takto nákladnou stavbu neměli peníze. Část obyvatel navíc požadovala, aby byl nový kostel vybudován přímo na návsi. V roce 1874 nakonec arcibiskup od velké trojlodní baziliky upustil. V následujících šesti letech probíhaly ve Staré Vsi diskuze, zda provést důkladnou přestavbu současného chrámu, či finančně náročnou novostavbu. Arcibiskupa na neutěšený stav kostela znovu osobně upozornil nový staroveský farář Jan Vyhlídal v roce 1878. Tehdy již polorozpadlá střecha nechránila zdivo ze severní strany před srážkami a vážně hrozilo zřícení sakristie. V únoru toho roku ústřední ředitelství arcibiskupských statků znovu pověřilo přípravou plánů na stavbu kostela ve Staré Vsi Gustava Merettu. Jím předložený plán odsouhlasil arcibiskup, který se 7. dubna 1879 zavázal, že uhradí dvě třetiny nákladů spojených se stavbou. Po dalších jednáních nakonec s tímto návrhem souhlasili i farníci z obou obcí, kteří měli na starost dovoz stavebního materiálu, nádenické práce a zajištění třetiny nákladů.
Přípravy na stavbu byly zahájeny na konci roku 1879, kdy farníci začali s navážením stavebního materiálu. První zásilka s kamenem z Tučína dorazila do Staré Vsi 7. prosince. Poslední zpívaná mše byla ve starém kostele sloužena 19. května 1880 a ještě téhož dne začalo jeho bourání. Základní kámen nového kostela byl položen 24. června. Stavba pod vedením přerovského stavitele Viléma Žáka byla dokončena na podzim následujícího roku 1881; kříž na kostelní věž byl slavnostně vyzdvižen 13. listopadu. Zvony byly do nové věže instalovány 4. července 1882, pak byla zbourána stará zvonice. Dokončený kostel Nanebevzetí Panny Marie vysvětil arcibiskup Bedřich z Fürstenberka 15. října 1882. Cena za jeho stavbu se vyšplhala na 46 105 zlatých a 34 krejcarů. Dle místních si architekt Meretta při stavbě věže staroveského kostela ověřoval stavební postupy později využité při novogotické přestavbě olomoucké katedrály.

## Popis kostela
Neogotický kostel představuje jednolodní stavbu s pravoúhlým transeptem a 60 metrů vysokou hranolovou věží předsazenou na jižní straně. Na severní je kostel polygonálně ukončen pětibokým presbytářem a po stranách boční kaplí a sakristií. Věž v ose průčelí má v horní části tvar osmiúhelníku, je ze tří stran vybavena ciferníkem hodin a zakončena osmibokou jehlancovou střechou. Loď i příčná loď je zakryta sedlovou střechou. Vnější stěny kostela podpírají odstupněné opěrné pilíře. Z obou stran jsou v hlavní lodi umístěna tři vysoká lomená okna s jednoduchou kružbou. Kruhová okna se nacházejí v presbytáři, v průčelí transeptu, v přízemní a horní části věže. Okna zdobí ornamentální vitráže. Na vitráži prostředního okna v presbytáři je zachycena Panna Marie v mandorle.
Vnitřek kostela je zaklenut křížovou klenbou přecházející v křížení v hvězdovou klenbu. Presbytář od lodi odděluje lomený triumfální oblouk. Interiér zdobí rostlinná ornamentální výmalba, kterou roku 1908 provedl uherskohradišťský malíř Ruda Kubíček. Kostelní obrazy vytvořil vídeňský malíř Johannes Gärtner a kovotepecké práce provedl Johann Lefenda z Olomouce.